# Beilschmiedia obtusifolia
Beilschmiedia obtusifolia là loài thực vật có hoa trong họ Nguyệt quế. Loài này được (Meisn.) F.Muell. miêu tả khoa học đầu tiên năm 1882.